# 文山市
文山市（ぶんざん-し）は中華人民共和国雲南省文山チワン族ミャオ族自治州に位置する県級市。

## 歴史
- 1730年（雍正8年）に文山県が設置される。
- 2010年12月2日に県級市へ移行。

## 行政区画
下部に3街道、7鎮、2郷、5民族郷を管轄する。
- 街道
  - 開化街道、臥竜街道、新平街道
- 鎮
  - 古木鎮、平壩鎮、馬塘鎮、徳厚鎮、小街鎮、追栗街鎮、薄竹鎮
- 郷
  - 新街郷、喜古郷
- 民族郷
  - 東山イ族郷、柳井イ族郷、壩心イ彝族郷、秉烈イ族郷、紅甸回族郷

## 交通

### 道路
- 高速道路
  - 硯文高速道路
  - 天猴高速道路
  - S23 平文高速道路